# 비버리 마이클스
비버리 마이클스(Beverly Michaels, 1928년 12월 28일 ~ 2007년 6월 9일)는 미국의 배우, 모델, 영화배우, 텔레비전 배우이다.

## 영화
- 남자 없는 여자들 (1956년)
- 이스트 사이드, 웨스트 사이드 (1949년) - 펠리스 박켓 역